# Tadeusz Skórka
Tadeusz Jan Skórka (ur. 5 czerwca 1924 w Sanoku, zm. 26 stycznia 1996 tamże) – polski ekonomista.

## Życiorys
Tadeusz Jan Skórka urodził się 5 czerwca 1924 w Sanoku w robotniczej rodzinie Alojzego (zm. 1939) i Anny z domu Maślany (1895-1969). Miał siostrę Kazimierę (1921-2004, synowa Stanisława i żona Juliusza Augustyńskiego)) i brata Adama (1928-1982). W rodzinnym mieście w 1938 ukończył naukę w 7-klasowej Szkole Powszechnej III stopnia im. Króla Władysława Jagiełły. Podczas II wojny światowej w trakcie okupacji niemieckiej był zatrudniony w miejscowej fabryce maszyn i wagonów. Od 1941 uczył się tam zawodu tokarza, a w 1944 zdał egzamin na czeladnika. Po nadejściu frontu wschodniego od 21 sierpnia 1944 do 30 marca 1956 pełnił służbę w organach Milicji Obywatelskiej w Sanoku w tamtejszej Komendzie Powiatowej. W tym czasie brał udział w działaniach tzw. utrwalania władzy ludowej, w tym przy ochronie obiektów przemysłowych i państwowych oraz w walkach z bandami UPA w podsanockich wsiach Odrzechowa, Niebieszczany, Dobra, Tyrawa Wołoska, Rakowa, działając pod dowództwem Jana Hnatuśki. Później podjął edukację i w 1947 zdał egzamin dojrzałości według programu wydziału matematyczno-fizycznego w oddziale dla dorosłych Gimnazjum i Liceum Ogólnokształcącego w Sanoku.
Od 1947 pracował w Banku Gospodarstwa Spółdzielczego jako kasjer, zaś po restrukturyzacji w Państwowym Banku Rolnym jako technik bankowy do 1950. Od 1950 do 1954 studiował w Szkole Głównej Planowania i Statystyki w Warszawie, gdzie uzyskał dyplom magistra ekonomii II stopnia na Wydziale Finansów i Statystyki. Podczas tego kształcenia pracował jako nauczyciel w Technikum Administracyjno-Handlowym pod Warszawą. W 1954 na podstawie nakazu pracy został skierowany do Sanockiej Fabryki Wagonów „Sanowag” (od 1958 funkcjonującej pod nazwą Sanocka Fabryka Autobusów „Autosan”). Kolejno zajmował stanowiska planisty, kierownika działu planowania, organizacji i zatrudnienia, od 1957 do 1967 zastępcy dyrektora ds. administracyjnych i handlowych. Od 16 października 1967 do 31 października 1977 sprawował stanowisko naczelnego dyrektora Sanockich Zakładów Przemysłu Gumowego „Stomil” w Sanoku. W tym okresie trwała rozbudowa tej fabryki oraz inwestycje poboczne (mieszkaniowe i obiekty oświatowe). Po odejściu ze Stomilu powrócił do Autosanu, gdzie w 1978 był starszym specjalistą ds. sprzedaży (handlu) i eksportu. Z pracy tamże przeszedł na emeryturę.
Od 1944 do 1947 działał w ZHP w Sanoku. Od 1947 należał do PPS, a od 1954 do PZPR. Pełnił funkcje członka komisji kontroli partii (1956-1959), członka plenum Komitetu Powiatowej PZPR (1967-1977), członka komisji ekonomicznej KP i Komitetu Miejskiego PZPR. Był członkiem Miejskiej Rady Narodowej w Sanoku kadencji 1961-1965 i 1965-1969. Od 1978 należał do koła miejsko-gminnego ZBoWiD w Sanoku. Na bazie studium wojskowego otrzymał stopień podporucznika.
Od 1950 jego żoną była Elżbieta Maria z domu Wojnarowicz (zm. 2016), z którą miał synów Andrzeja (1952-2015) i Wojciecha (ur. 1959).
Zmarł 26 stycznia 1996. Został pochowany na Cmentarzu Centralnym w Sanoku 29 stycznia 1996.

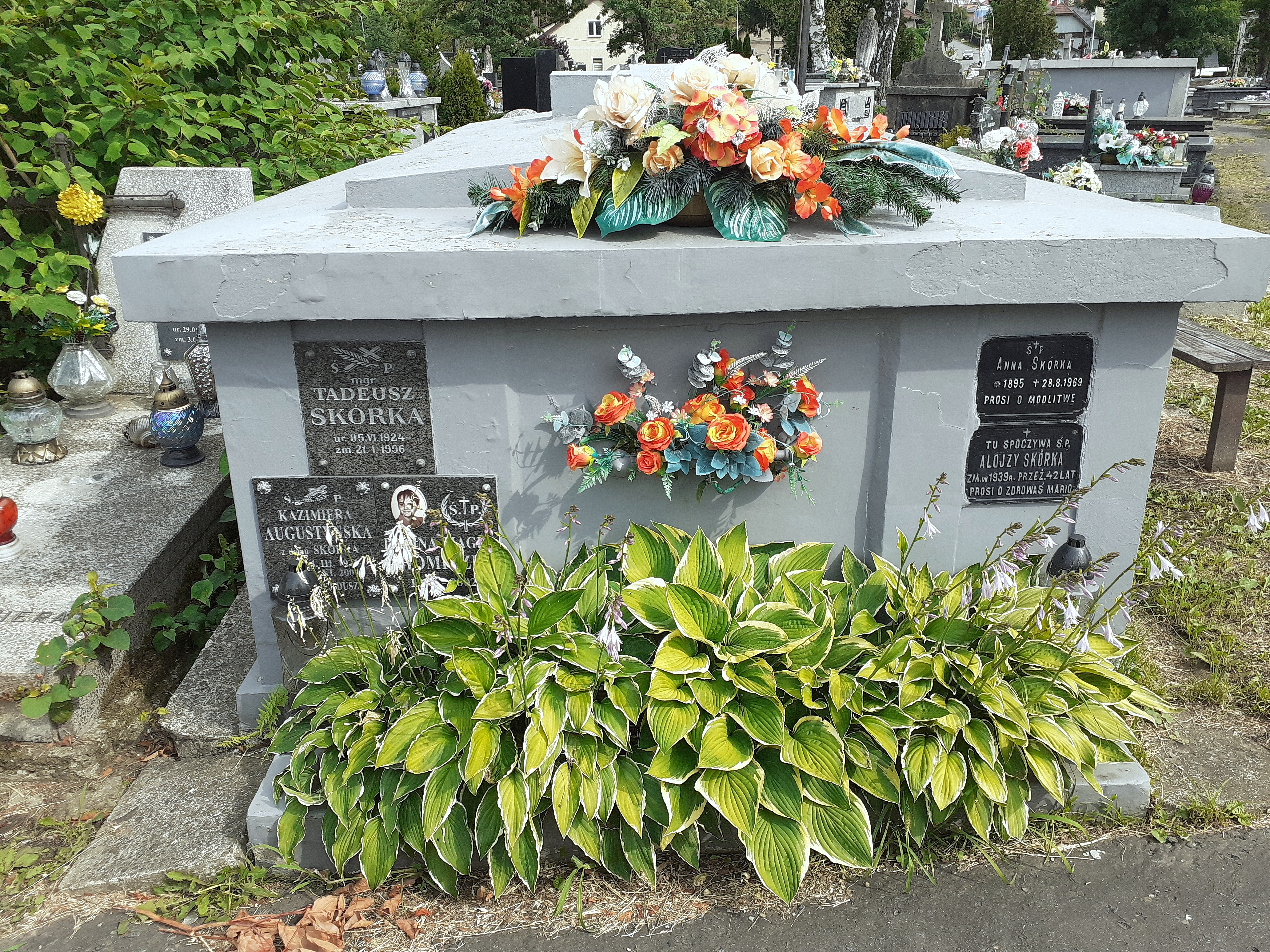
Grobowiec Tadeusza Skórki

## Odznaczenia
- Krzyż Kawalerski Orderu Odrodzenia Polski (1971)[28][15]
- Złoty Krzyż Zasługi (1962)[29][15]
- Srebrny Krzyż Zasługi (1958)[28]
- Medal 30-lecia Polski Ludowej (1974)[30]
- Brązowy Medal „Za zasługi dla obronności kraju” (1976)[30]
- Złote Odznaczenie im. Janka Krasickiego (1972)[30]
- Odznaka „Za zasługi dla przemysłu chemicznego” (1974)[15]
- Zasłużony Pracownik Sanockich Zakładów Przemysłu Gumowego „Stomil” w Sanoku (1974)[15]
- Odznaka „Zasłużony Działacz Polskiego Związku Podnoszenia Ciężarów”[31]
- Jubileuszowy Adres (1984)[32]